# 11333 Forman
11333 Forman este un asteroid din centura principală de asteroizi.

## Descriere
11333 Forman este un asteroid din centura principală de asteroizi. A fost descoperit pe 20 aprilie 1996 la Observatorul din Ondřejov de Petr Pravec și Lenka Šarounová. Asteroidul prezintă o orbită caracterizată de o semiaxă mare de 2,43 ua, o excentricitate de 0,20 și o înclinație de 5,0° în raport cu ecliptica.